# Spacecats
Spacecats est une série d'animation américaine en treize épisodes de 30 minutes créée par Paul Fusco, développée par Rowby Goren, et diffusée entre le 14 septembre et le 14 décembre 1991 sur le réseau NBC.
Cette série est inédite dans tous les pays francophones.

## Fiche technique
Sauf indication contraire, les informations mentionnées dans cette section peuvent être confirmées par la base de données cinématographiques IMDb,  présente dans la section « Liens externes ».
- Titre original : Spacecats
- Réalisation : Karen Peterson
- Scénario : Rogena Schuyler, David Silverman, Paul Fusco et Richard J. Schellbach
- Photographie :
- Musique : Shuki Levy
- Casting : Kathi Castillo
- Montage : Jay Bixsen
- Animation : Brad Case et Tom McLoughlin
- Production : Leslie Ann Podkin
  - Producteur délégué : Bernie Brillstein, Paul Fusco et Joe Taritero
  - Producteur de l’animation : Richard Trueblood
  - Producteur associé : Tony Carey
- Sociétés de production : Marvel Productions, Paul Fusco Productions et NBC
- Société de distribution : NBC
- Chaîne d'origine : NBC
- Pays d'origine :  États-Unis
- Langue originale : anglais
- Genre : Animation
- Durée : 30 minutes

## Voix

### Acteurs principaux
- Paul Fusco : Capitaine Catgut
- Charles Nelson Reilly : D.O.R.C.
- Townsend Coleman : Scratch
- Pat Fraley : Sniff
- Rob Paulsen : Thomas Spacecat et Chelsie Pipshire
- Robert Ridgely : le narrateur

### Acteurs secondaires et invités
- Brad Garrett
- Kath Soucie
- Jan Rabson
- Cam Clarke
- Hamilton Camp
- Barry Gordon
- John Stephenson
- Susan Silo
- Maggie Roswell
- Jack Angel
- Gregg Berger
- Jennifer Darling
- Susan Blu
- John Erwin
- Sheryl Bernstein
- Hal Rayle
- Lea Floden

## Épisodes
1. Send in the Clones
2. Stinking Pollution
3. Like Cats to Water
4. Thank You, Masked Man
5. A Recession is Despressin
6. Diamonds are Fur-ever
7. Mirror, Mirror, on the Wall
8. The Incredible Shrinking Monuments
9. Blintzcapades
10. A Tale of Two Kitties
11. Mysteriously Missing Guests
12. Operation Pine Crud
13. Y.I. Auto